# Діасьор'яське сільське поселення
Діасьор'яське сільське поселення (рос. Диасёръяское сельское поселение) — муніципальне утворення у складі Усть-Куломського району Республіки Комі, Росія. Адміністративний центр — селище Діасьор'я.

## Населення
Населення — 421 особа (2017, 450 у 2010, 548 у 2002, 837 у 1989).

## Склад
До складу поселення входять такі населені пункти:
| Населений пункт     | Населення, осіб (1989) | Населення, осіб (2002) | Населення, осіб (2010) |
| ------------------- | ---------------------- | ---------------------- | ---------------------- |
| Діасьор'я, селище   | 751                    | 508                    | 426                    |
| Югидтидор, присілок | 86                     | 40                     | 24                     |